# امپراتور ون هان
امپراتور ون هان (به انگلیسی: Emperor Wen of Han) (زاده ۲۰۲ قبل از میلاد - درگذشت ۱۵۷ قبل از میلاد) پنجمین امپراتور دودمان هان در چین بوده‌است.
وی پس خلع شدن برادر زاده‌اش هئوشائو از سلطنت به حکومت رسید و پس از ۲۳ سال حکومت در چهل و پنج سالگی درگذشت و فرزندش چی جانشین وی شد.